# Stadion Kapten I Wayan Dipta
Das Stadion Kapten I Wayan Dipta ist ein Fußballstadion mit Leichtathletikanlage im indonesischen Distrikt (Kecamatan) Blahbatuh des Regierungsbezirkes Gianyar auf der Insel Bali. Das 25.000 Zuschauern Platz bietende Stadion ist die Heimspielstätte von Bali United. Mangels geeigneter Möglichkeiten im eigenen Land trug die osttimoresische Fußballnationalmannschaft am 21. Oktober 2007 ihr Heimspiel gegen Hongkong zur Qualifikation für Fußball-Weltmeisterschaft 2010 hier aus. Die vorhandene Leichtathletikanlage wird nicht mehr genutzt.